# Lügengeschichten
Die Lügengeschichten von Martin Walser sind 1964 im Suhrkamp Verlag erschienen und gliedern sich in neun Kurzgeschichten. Das Vorwort des Werkes beschreibt Walsers Arbeit wie folgt:
„Neun Geschichten, neun Vorschläge, Erfahrungen zu machen mit der Wirklichkeit, der öffentlichen wie der verbogeneren. Walser mißtraut allem nur Selbstverständlichen, rückt ihm zu Leibe mit Sprache. In seinen Geschichten wird das Zweifeln ausprobiert – an Leuten, Dingen, Situationen. Lügengeschichten heißen sie, weil sie der Welt, statt sie nachzuahmen, etwas vormachen: ihre Möglichkeiten.“
Gerne wird im Zusammenhang mit Lügengeschichten auch von Erzählungen gesprochen, jedoch distanziert sich Walser klar von dieser Bezeichnung für sein Werk. Lügengeschichten sind keine Erzählungen, sondern Geschichten, da sie exemplarisches erzählen. Eine Geschichte lässt den Grund der Wirklichkeit weg, sie erzählt nicht nach, sondern ist eine Imitation der Wirklichkeit auf verschiedenen Weisen. So kann sie polemisch, kritisch oder parodistisch sein. „Es gibt Geschichten, […] denen die Wirklichkeit nicht zu geschehen erlaubt, weil die Wirklichkeit in ihnen zu deutlich würde; diese Geschichten muss man erzählen!! […] Also Lügengeschichten!“. So soll die Wahrheit als Lüge getarnt werden, um sie aussprechen zu können. Das Erzählte, welches Walser gerne aus eigenen Erfahrungen schöpft und dann in die Literatur eingeht, bleibt als Erfindung verborgen.

## Inhalt

### Mein Riesen-Problem
Die erste Geschichte Mein Riesen-Problem handelt von einem Riesen namens Josef und seinem Begleiter, der in Form des Erzählers auftritt. Dieser möchte seinen Riesen verkaufen und beschreibt ihn für mögliche Interessenten: Josef isst liebend gern Süßigkeiten, sonst wird er traurig, er hat oft Heimweh, ist eher stumm und schüchtern, ja vielleicht auch etwas dumm. Er ist eigentlich auch eher unbrauchbar und hat schon mal nach seinem Begleiter geschnappt, dennoch kümmert sich der Riese fürsorglich um ihn, wenn er krank ist. Josef ist ehrgeizig, wenn man nur ein wenig von ihm verlangt und spielt besonders gern mit Zwetschgenkernen. Dieser Riese soll nun verkauft werden, am besten direkt in den nächsten Tagen, aber das Angebot steht immer, Hauptsache er wird überhaupt verkauft. Der Erzähler versucht Josef anzupreisen und wartet auf Angebote, denn falls ihn keiner kaufen möchte, muss er ihn zum Schlachter führen. Gleichzeitig behauptet der Erzähler, dass es sehr schwerfällt, seinen Riesen gehenzulassen, wenn man ihn einmal hatte, da er einen so liebevoll anblickt.

### Nachruf auf Litze
Die Geschichte Nachruf auf Litze handelt von dem Journalisten Litze, seinem Freund dem Erzähler und deren Beziehung zueinander. Wie der Titel bereits erahnen lässt, ist Litze tot und der Erzähler, welcher ebenfalls als Journalist arbeitet, offenbart einiges über Litzes Leben und kreiert damit einen Nachruf. Der Erzähler berichtet, dass er einen Anruf von Litze erwartet, dieser aber nie anruft. Zusammen mit seiner Schwester Helga spekuliert er über die Gründe und versucht ihn auf der Straße anzutreffen, aber auch dies endet erfolglos. So besucht er ihn zu Hause und die beiden sprechen miteinander. Litze macht ihm das Angebot, dass er von nun an die Nachrufe in der lokalen Presse verfassen soll. Eines Tages besucht er Litze erneut, doch dieser verhält sich ungewöhnlich und scheint krank zu sein. Beim nächsten Besuch ist Litze bereits verstorben. Er hat sich erhängt. Der Leser erfährt jedoch über keinerlei Beweggründe für diese Tat. Der Erzähler spricht über Litzes Tod als Opfertod, da die Leute davon profitieren.

### Mitwirkung bei meinem Ende
Mitwirkung bei meinem Ende erzählt von dem Besuch eines spröden jungen Mannes namens Mozart, vor dem sich der Gastgeber unterlegen fühlt. Es handelt sich allem Anschein nach um ein geschäftliches Treffen, da der Besucher das Haus, den Garten und den Gastgeber selbst analysiert sowie von „seinem Fach“ spricht. Der Gastgeber versucht anfangs den Älteren vorzuspielen, um Überlegenheit auszustrahlen, jedoch imponiert ihm der Besucher so sehr, dass er sich in jeglicher Hinsicht unsicher fühlt. So beschreibt er seine vier Kinder als wild umherlaufende Horde von sechs bis sieben Kindern, da es vermutlich so auf Mozart wirken muss. Die Anwesenheit der Kleinen ist dem Gastgeber gar nicht recht und so schickt er sie streng – um autoritär zu wirken – aus dem Zimmer. Das Treffen ist geprägt durch Situationen, in denen sich der Gastgeber durch das Urteilen Mozarts unangenehm und unterlegen fühlt. So errötet er des Öfteren, entschuldigt sich hier und da für sein Verhalten und für seinen plötzlich redseligen Nachbarn. Die Geschichte endet mit Mozarts Abgang und der Selbstreflexion des ungewöhnlichen Benehmens.

### Bolzer, ein Familienleben
In Bolzer, ein Familienleben geht es um ein Ehepaar, welches immer sonntagabends von Schaulustigen aus der Gegend beobachtet wird. Diese stehen alle am Zaun zu Bolzers Grundstück, ohne sich genauer zu kennen oder miteinander zu sprechen. Sie beobachten immer die gleiche Szene: Herr Bolzer schlägt seine Frau mit einer Art Peitsche. Zunächst ist unklar, ob er die Frau gegen ihren Willen schlägt, doch dann nimmt diese die Peitsche und schlägt ebenfalls auf ihren Mann ein. Als die beiden voneinander ablassen und sich hinsetzten, scheinen viele Zuschauer enttäuscht zu sein und verlassen den Zaun.

### Rohrzucker
Rohrzucker beginnt mit der Bitte eines Mannes namens Grübel, welcher gerne August Rohrzucker genannt werden will. Seine Frau ruft die ganze Zeit: „Brechreiz, nichts als Brechreiz“, als deutlich wird, dass Rohrzucker tot im Sarg liegt und die Geschichte seinen wirren und fast schon peinlichen Beerdigungszug erzählt. Frau Rohrzucker, wie sie sich plötzlich nennt, kann den Tod ihres Mannes nicht fassen und belästigt die Sargträger. Das Familientreiben, Rohrzuckers Vorliebe für dicke blonde Frauen und der Streit zwischen seiner Mutter und seiner Frau wird detailliert beschrieben. Seine Mutter ruft während des Trauermarsches ständig „Horridooo“. Messdiener, die sich „mit wendiger Zunge den Rotz unter der Nase“ wegstreichen, sowie stolpernde Blondinen und die unzufriedene Mutter werden umschrieben. Der verstorbene Rohrzucker bekommt die ganze Situation mit, scheint zu denken und auch zu antworten, aber niemand reagiert auf ihn. Am Ende der Geschichte macht es den Anschein, als würde die Mutter von Rohrzucker ebenfalls ins Grab gelegt werden.

### Eine Pflicht in Stuttgart
Die Kurzgeschichte Eine Pflicht in Stuttgart handelt von einem Mann, der sich eigentlich nur in Stuttgart aufhält, weil er dort seine Bahn wechseln muss. Als er auf dem Bahnhofsplatz steht und sieht, wie eine mit Einkäufen vollgepackte Frau hinfällt, hilft er ihr rasch und bestellt ein Taxi, um sie nach Hause zu bringen. Dort angekommen wird er ihren Freunden vorgestellt, von dem aber nur einer mit Namen genannt wird, Hansi oder auch Mecklin. Der Leser erfährt, dass die Frau Ursula heißt und mit einem Architekten namens Finno Ruckhaber verheiratet ist. Ursula scheint die Einzige zu sein, die mit Finno über Architektur sprechen kann, da sie sich nachts oft seine Pläne und Fachzeitschriften durchliest. Finno ist darüber jedoch nicht glücklich. Ursula redet wohl öfter so viel, dass sie ganze Nachmittage verderben kann. Der Mann allerdings, der ihr am Bahnhof geholfen hat, bleibt neun Monate lang in der Villa ohne die genauen Gründe seines Verweilens zu kennen. Er weiß nur, dass Ursula einer der Gründe ist. Im Februar erkrankt Ursula und sie trinkt mit ihm zusammen Tee. Heimlich gießt er ihr Pulver und Rum in den Tee, sodass sie ohnmächtig wird. Er trägt sie in die Küche, wo er ebenfalls den Gashahn aufdreht und das Haus verlässt. Das nächste Mal sieht er Finna und Hansi auf Ursulas Beerdigung wieder. Schließlich verlässt er Stuttgart.

### Ein schöner Sieg
Ein schöner Sieg thematisiert die Beziehung des Erzählers zu Herrn Benno. Der Erzähler betreibt einen Herrenausstatter für Pullover, Jacken und Hemden, also alles bis zur Gürtellinie. Herr Benno ist neu in der Stadt und eröffnet ebenfalls einen Herrenausstatter, jedoch verkauft er Hosen. Der Erzähler sieht Herrn Benno als Feind, er versucht ihn als erstes zu ignorieren und bricht mit jedem Freund den Kontakt ab, der von Herrn Benno spricht. Alle sprechen so gut über ihn, dass der Erzähler sämtliche Clubs und Freunde verlässt. Nun hat er nur noch seine Frau. Ihm fällt eine Möglichkeit ein, um Herrn Benno möglicherweise loszuwerden: Er wirbt für ihn, sodass er in höhere politische Ämter wie Räte und Konsulate gelangt, damit er den Leuten und dem Oberbürgermeister unsympathisch wird. Auch dies gelingt nicht, da Herr Benno seine Macht nicht ausnutzt. Er verfällt in Panik und möchte vermeiden, dass seine Frau nun auch von ihm spricht, deshalb lenkt er sie ab und bemüht sich darum, dass sie zu Hause bleibt. Als seine Frau jedoch wieder in die Stadt möchte und so in Kontakt mit Herrn Benno kommen würde, wird es dem Erzähler zu viel. Er reißt die Kleidung seines Geschäfts aus dem Laden und ersetzt sie, wie Herr Benno sie führt, durch Hosen. Dieser kommt in den Laden gerannt, freut sich und umarmt den Erzähler. Die Frau des Erzählers betritt ebenfalls den Laden, verdeck alle Spiegel und geht auf die beiden zu. Herr Benno ergreift ihre Hand und sie spricht ihn mit dem Namen des Erzählers an. In diesem Moment kann der Erzähler flüchten. Er kann endlich aus der Stadt entkommen, mithilfe seiner Frau hat er Herrn Benno überlistet. In der neuen Stadt eröffnet er wieder einen Herrenausstatter und vergewissert sich regelmäßig, dass Herr Benno keinen Laden in seiner Nähe eröffnet.

### Eine unerhörte Gelegenheit
In der Geschichte Eine unerhörte Gelegenheit geht es um einen jungen Mann, der versucht in Stuttgart einen Freundeskreis aufzubauen. Zuvor lebte er in Göttingen, wo er sich wahllos Freunde aussuchte, indem er viele Menschen ansprach. Als er sie jedoch zusammenführte, verstanden sie sich nicht untereinander, da alle Freunde unterschiedliche Charaktere, Ansichten und Hobbys hatten. Nun möchte er in Stuttgart alles besser machen und wendet ein anderes System bei der Suche nach Freunden an. Er stimmt alle Interessen aufeinander ab, muss aber dafür seine eigene Vergangenheit leugnen und bei verschiedenen Freunden behaupten, dass er unterschiedlichen beruflichen Tätigkeiten nachgeht. Als er ein paar Freundschaften knüpft, wird ihm jedoch schnell bewusst, dass er auch diese niemals zusammenführen kann, da er als Lügner entlarvt wird, weil er jedem etwas anderes über sich erzählt. Eines Tages bittet einer jener Freunde ihn zu sich nach Hause zum Abendessen, um ihm seine Bekannten vorzustellen. Wie der Zufall es möchte, sind es genau dieselben, die er auch gerade kennengelernt hat. Er sagt seinem Freund zwar zu, doch er weiß genau, dass er auf keinen Fall zum Abendessen erscheinen kann. Später am Tag bricht in Korea ein Krieg aus und er sieht dieses Ereignis als Zeichen zur Flucht und fährt nach München. Dort mietet er sich ein Zimmer bei Frau Hotz, deren Sohn Gerold während des Zweiten Weltkrieges verschollen ist. Anfangs eher selten, aber dann immer öfter zwingt sie ihn Gerolds Sachen zu tragen und sein Leben zu leben. Sie spricht ihn gar mit Gerold an.

### Nach Siegfrieds Tod
Nach Siegfrieds Tod handelt von einer Gruppe von Boten, die sich ein paar Tage nach dem Tod ihres Kollegen im Flur des Arbeitsplatzes treffen. Sie stehen im Halbkreis und einer hält eine Rede, die ausschließlich aus Fragen besteht. Es wird der Umgangston am Arbeitsplatz sowie Rechte und mögliche Pflichten der Boten thematisiert. Oft werden der Direktor und der Personalchef, also die beiden Führungspositionen erwähnt. Ausgerechnet jene beiden tauchen während der Rede auf und durchqueren den Halbkreis der Boten. Ihr Sprecher grüßt sie und erwähnt, dass die Boten revolutionäre Fragen beantworten. Der Direktor fasst dies positiv auf. Den Tag darauf erhalten die Boten eine Mitteilung darüber, dass sie von nun an ihre revolutionären Fragen im großen Sitzungssaal des Unternehmens diskutieren dürfen. Diese Nachricht nehmen die Bote ebenfalls positiv auf, ihr Sprecher fragt, was sie denn noch mehr wollen.

## Rezensionen
Einer der größten Kritiker der Lügengeschichten von Martin Walser scheint Marcel Reich-Ranicki zu sein, der dieses Werk als „Fehlschlag“ tituliert. Er greift nicht nur das Talent Walsers an, welches sich in keinem seiner Bücher richtig entfalten konnte, sondern auch die einzelnen Kurzgeschichten des Bandes. So bemängelt er den Schluss bei Mein Riesen-Problem. Walser lege eine bloße Beschreibung des Riesen dar und findet laut Reich-Ranicki keinen Schluss, der die Geschichte zufriedenstellend beendet. Auch in Bolzer, ein Familienleben fehle die Pointe und Eine Pflicht in Stuttgart scheine nur eine mühselige Erfindung zu sein. Reich-Ranicki beklagt das Fehlen der „psychologischen Finesse“, der „stilistischen Biegsamkeit“ und überhaupt erwartet der Leser Fantasie, aber wird mit Durchschnittlichem und Banalität enttäuscht. Walser scheut laut Reich-Ranicki auch den historischen Kontext mit einzubinden. Das Werk weicht der Gegenwart und der geschichtlichen Vergangenheit, wie dem Zweiten Weltkrieg und der Ost-Westlage, aus. Dieses Verschweigen beschreibt er kritisch als Unsicherheit Walsers, das Buch als Rückzug oder schon fast Kapitulation, wie sie auch in andere Künstlerwerken nach 1945 vorzufinden waren.
Rainer Hagen hingegen schrieb eine Kleine Verteidigung für Martin Walser und schon der Titel lässt erahnen, dass er Reich-Ranicki nicht zustimmt. Ihm gefallen einige Geschichten nämlich sehr. So beschreibt er Bolzer, ein Familienleben als gelungene Geschichte über den Umgang über Intimsphäre, die zwar frei erfunden, aber zumindest wahr sei und eine Pointe besitze. Eine Pflicht in Stuttgart sei zwar auch erlogen, jedoch wird die Geschichte für Hager realistisch erzählt. Nach Siegfrieds Tod stellt für ihn keine bloße Aneinanderreihung von Fragen dar, sondern ein Luftmachen, welches durch das stilistische Mittel der rhetorischen Fragen ausgedrückt werde. Der Wille und doch die Angst vor der Revolution werden dadurch dargestellt. Hager findet Gefallen an einigen Kurzgeschichten, nicht zuletzt durch Walsers Art zu schreiben. Durch seinen einheitlich sanften und auch ironischen Ton verleihe er jeder noch so schrecklichen Situation Charme und dies sei in der Literatur eine besondere Qualität.
Jost Nolte äußert sich ebenfalls zu Walsers Lügengeschichten und geht auf Reich-Ranickis These ein, die Walser als einen Realisten, der die Regeln des realistischen Erzählens missachtet, tituliert. Diese Regeln sind laut Nolte die Beobachtung der Wirklichkeit, Sprache als Instrument zu nutzen und schließlich Literatur als Lehre über das Leben wahrzunehmen. Diese Regeln wurden nach Nolte in Lügengeschichten missachtet und so kritisiert er Rohrzucker als töricht, da nicht über das Nahrungsmittel Rohrzucker berichtet wird, sondern eine Beerdigung als Narrenzug im Mittelpunkt steht. Auch die anderen Geschichten dieses Werks empfindet er als abstrus und selbst der Titel, welcher auf vermeintliche Lügengeschichten hindeutet, könne das Werk nicht retten, denn Lügen spielen Unwahres als Wahres vor. Dennoch beginnt Nolte über Realismus zu reflektieren und ob es nicht doch auf verschiedenen Weisen produziert werden kann, als bisher angenommen. So kann der Realist die Wirklichkeit beobachten, sie sich bewusst machen und es folgt eine Kettenreaktion von Erzählungen, die Wahres und Unwahres sowie Wesentliches und Unwesentliches hervorbringt. Schließlich schlussfolgert er doch eher positiv, dass die Erzählung ein „Vergnügen am Moment, Kunststück mit Augenblicken“ sei und warum sich die Menschen eigentlich über Lügengeschichten empören und alte Regeln herangezogen werden.
Auch die Rezensionen anderer Autoren sind gemischt. So schreibt Günter Blöcker noch nachdenklich über Walser: „man weiß nur, daß er Talent hat; Talent und wenig Erfolg“. Positive Stimmen wie jene von Hermann Bausinger loben die „fantastisch-gegenwärtigen Lügengeschichten“. Max Frisch umwarb den Autor mit den Worten „aufregender Schriftsteller“, der von Satz zu Satz Überraschungen verstecke und in einer Art schreibe, die nicht leicht zu entwirren sei. Durch die Spannung in Lügengeschichten und die hohe Lesbarkeit werde der Leser direkt in Walsers Bann gezogen.
Einige Kritiker haben Lügengeschichten mit Ein Flugzeug über dem Haus verglichen, Walsers erster Buchpublikation aus dem Jahr 1955, in der sich die von der Gruppe 47 prämierte Kurzgeschichte Templones Ende befindet. Bei Walsers Erstling war der Einfluss Franz Kafkas sehr dominant. Zu einigen der Lügengeschichten schlägt Rainer Hagen hingegen eher eine Verwandtschaft zu E. T. A. Hoffmann vor, einem Schriftsteller der Romantik, da auch bei diesem Gespenster vorkommen. Nur treten diese bei Walser in Form von mächtigen Nachbarn und unheimlichen Konkurrenzgeschäften auf. Gesellschaftskritik, wie Reich-Ranicki sie in der Literatur schätzt, ist in Lügengeschichten kaum zu finden. Reich-Ranickis Vergleich mit Ein Flugzeug über dem Haus fällt zuungunsten der Lügengeschichten aus, da in diesen schlüssige Bilder und Symbole fehlen.

## Ausgaben
- Martin Walser: Lügengeschichten. Suhrkamp, Frankfurt am Main 1964. (Erstausgabe)
- Martin Walser: Lügengeschichten. Suhrkamp, Frankfurt am Main 1973, ISBN 3-518-00081-0.
- Martin Walser: Lügengeschichten. Suhrkamp, Frankfurt am Main 1990, ISBN 3-518-38236-5.

## Sekundärliteratur
- Hermann Bausinger: Realist Martin Walser Laudatio anläßlich der Verleihung des Schiller-Preises am 10. November 1980, online, PDF (24. September 2015).
- Hermann Bausinger: Laudatio auf Martin Walser, online (24. September 2015).
- Günter Blöcker: Literatur als Teilhabe. Kritische Orientierungen zur literarischen Gegenwart. Argon, Berlin 1966.
- Heike Doane, Gertrud Bauer Pickar: Leseerfahrungen mit Martin Walser. Neue Beiträge zu seinen Texten. 9. Aufl. Fink, München 1995, ISBN 3-7705-2973-1.
- Ulrike Hick: Martin Walsers Prosa. Möglichkeiten des zeitgenössischen Romans unter Berücksichtigung des Realismusanspruchs. Anhang: Gespräch mit Martin Walser 4. Mai 1977. Heinz, Stuttgart 1983, ISBN 3-88099-130-8
- Rainer Hagen: Kleine Verteidigung für Martin Walser. „Lügengeschichten“ mit versteckten Pointen. In: Das Sonntagsblatt, 18. Oktober 1964.
- Jörg Magenau: Martin Walser. Eine Biographie. Rowohlt, Reinbek bei Hamburg 2008, ISBN 978-3-499-24772-9
- Marcel Reich-Ranicki: Anzeichen einer tiefen Unsicherheit. In: Die Zeit, 18. September 1964, online (16. September 2015).
- Jost Nolte: Kettenreaktion des Erzählens. Martin Walsers „Lügengeschichten“ – Zu den Irrtümern über einen Autor. In: Die Welt der Literatur 16 (1964), S. 505.
- Klaus Siblewski: Martin Walser. Suhrkamp, Frankfurt am Main 1981, ISBN 3-518-38503-8.
- Anthony Waine: Martin Walser. Beck, München 1980, ISBN 3-406-07438-3.
- Anthony Waine: ‚Templones Ende‘ und Walser’s arrival. In: Parkes, K. Stuart; White, John J. (Hgg.): The Gruppe 47, fifty years on. A re-appraisal of its literary and political significance. Rodopi, Amsterdam 1999, ISBN 90-420-0677-3.